# Alain Cuny
René Xavier Marie Alain Cuny (12 de julio de 1908 - 16 de mayo de 1994) fue un actor francés de teatro y cine con amplia trayectoria. 
Estuvo estrechamente relacionado con las obras de Paul Claudel y Antonin Artaud ,  y por sus actuaciones para el Théâtre national populaire y el Odéon-Théâtre de France . 
Su trabajo cinematográfico incluyó colaboraciones con los directores Marcel Carné , Louis Malle , Jean-Luc Godard , Federico Fellini, Michelangelo Antonioni , Francesco Rosi y Luis Buñuel. Fue nominado al Premio César al mejor actor de reparto por la película Camille Claudel de 1988 y ganó el premio Joseph Plateau en 1992.

## Vida personal
En 1962 se casó con Marie-Blanche Guidicelli. La pareja se divorció en 1969.

## Muerte
Cuny murió en 1994 en París. Está enterrado en Civry-la-Forêt , al oeste de París, donde había vivido.